# Pachyschelus circumnigrus
Pachyschelus circumnigrus es una especie de escarabajo joya del género Pachyschelus, familia Buprestidae. Fue descrita científicamente por Cobos en 1972.